# Хайль, Хубертус
Вольфганг-Хубертус Хайль (нем. Wolfgang-Hubertus Heil; род. 3 ноября 1972, Хильдесхайм) — немецкий политик, генеральный секретарь Социал-демократической партии (2005—2009, 2017), министр труда и социальных вопросов Германии (2018—2025).

## Биография
В 16-летнем возрасте вступил в Союз молодых социалистов и социалисток в СДПГ, с 1991 по 1995 год возглавлял отделение организации в Брауншвейге. В 1992 году окончил гимназию в Пайне, затем прошёл там же альтернативную гражданскую службу, с 1995 года изучал политологию и социологию в Потсдамском университете, а в 2006 году окончил магистратуру в Хагенском университете.
В 1998 году избран в Бундестаг от округа Гифхорн-Пайне, с 2001 по 2007 год являлся заместителем председателя отделения СДПГ в Брауншвейге и в Пайне, в 2009 году возглавил отделение. В 2005—2009 годах являлся генеральным секретарём, занимаясь, в частности, подготовкой к парламентским выборам 2009 года. С 2009 года занимает должность заместителя председателя партийной фракции в Бундестаге (за исключением периода с июля по декабрь 2017 года, когда возвращался к обязанностям генерального секретаря), с 2011 года входит в правление СДПГ.
14 марта 2018 года получил портфель министра труда и социальных вопросов при формировании четвёртого правительства Меркель и в первые же дни после назначения подверг критике взгляды коллеги по кабинету, члена ХДС, министра здравоохранения Йенса Шпана, за чрезмерную приверженность принципам 4-го этапа «концепции Харца», доказывая необходимость увеличения финансирования своего ведомства.
8 декабря 2021 года сохранил прежнюю должность при формировании правительства Олафа Шольца.

## Труды
- Hubertus Heil (Hrsg.): Jugend und Gewalt — über den Umgang mit gewaltbereiten Jugendlichen. Schüren Verlag, Marburg 1993, ISBN 3-89472-075-1
- Hubertus Heil, Armin Steinbach[нем.]: Damit Deutschland vorankommt: Kompass für eine progressive Wirtschaftspolitik. Vorwärts Verlag, Berlin 2011, ISBN 978-3-8660-2351-2
- Hubertus Heil, Juliane Seifert (Hrsg.): Soziales Deutschland — für eine neue Gerechtigkeitspolitik. VS Verlag, Wiesbaden 2005, ISBN 3-531-14798-6